# Lee S. Dreyfus
Lee Sherman Dreyfus, född 20 juni 1926 i Milwaukee, Wisconsin, död 2 januari 2008 i Waukesha, Wisconsin, var en amerikansk republikansk politiker samt medie- och kommunikationsvetare. Han var guvernör i delstaten Wisconsin 1979-1983.
Dreyfus deltog i andra världskriget i USA:s flotta. Han studerade sedan vid University of Wisconsin-Madison. Han avlade där 1949 sin kandidatexamen, 1952 master och 1957 doktorsexamen i kommunikation. Han gjorde därefter en lång universitetskarriär, bland annat som professor vid University of Wisconsin-Madison och som  kansler vid University of Wisconsin-Stevens Point.
Dreyfus besegrade ämbetsinnehavaren Martin J. Schreiber i guvernörsvalet i Wisconsin 1978. Han gick med i republikanerna tidigare samma år och hade aldrig ställt upp i ett val förut. I primärvalet besegrade han kongressledamoten Bob Kasten. Dreyfus vann sedan själva guvernörsvalet med 55% av rösterna. Han bestämde sig för att inte ställa upp till omval som guvernör.
Under sin tid som guvernör godkände Dreyfus 1982 den första lagen i Wisconsins historia mot diskrimineringen av homosexuella. Lagen var den första av sitt slag på delstatsnivå i hela USA. Efter tiden som guvernör var han verkställande direktör för försäkringsbolaget Sentry Insurance 1983-1984. Därefter försörjde han sig som talare både inom USA och utomlands fram till sin pensionering år 2000.
Dreyfus var uppvuxen i ett lutherskt hem. Han övergick senare till episkopalismen. Hans grav finns på Prairie Home Cemetery i Waukesha. Enligt sonen avled Dreyfus medan han såg på tv. Dreyfus var speciellt känd för sin kommunikationsförmåga och sitt sätt att komma med träffande formuleringar.